# Вака, Рамиро
Рами́ро Ва́ка По́нсе (исп. Ramiro Vaca Ponce; родился 1 июля 1999 года, Тариха, Боливия) — боливийский футболист, полузащитник клуба «Боливар» и сборной Боливии.

## Клубная карьера
Вака — воспитанник клуба «Стронгест». 3 марта 2018 года в матче против «Спорт Бойз Варнес» он дебютировал в боливийской Примере. 10 февраля 2019 года в поединке против «Спорт Бойз Варнес» Рамиро забил свой первый гол за «Стронгест». Летом 2021 года Вака перешёл в бельгийский «Беерсхот». 28 августа в матче против «Шарлеруа» он дебютировал в Жюпиле лиге. 27 октября в поединке Кубка Бельгии против «Франк Бораина» Рамиро забил свой первый гол за «Беерсхот». По итогам сезона клуб вылетел из элиты, но игрок остался в команде.
В начале 2023 года Вака вернулся на родину присоединившись к «Боливару». 5 февраля в матче против «Гуабиры» он дебютировал за новую команду. В этом же поединке Рамиро забил свой первый гол за «Боливару».  

## Международная карьера
В 2017 года Вака в составе молодёжной сборной Боливии принял участие в молодёжном чемпионате Южной Америки в Эквадоре. На турнире он сыграл в матчах против команд Перу, Аргентины, Венесуэлы и Уругвая. В поединке против аргентинцев Рамиро забил гол.
3 июня 2017 года в товарищеском матче против сборной Никарагуа Вака дебютировал за сборную Боливии. 
В 2019 году Вака во второй раз принял участие в молодёжном чемпионате Южной Америки в Чили. На турнире он сыграл в матчах против команд Чили, Колумбии, Венесуэлы и Бразилии. В поединке против чилийцев Рамиро забил гол.
3 марта 2019 года в поединке против сборной Никарагуа Вака забил свой первый гол за национальную команду. В том же году Вака попал в заявку на участие в Кубке Америки в Бразилии. На турнире он сыграл в матчах против команд Бразилии и Венесуэлы.
В 2021 году Вака во второй раз принял участие в Кубке Америки в Бразилии. На турнире он принял участие в матчах против сборных Чили, Аргентины и Уругвая.

### Голы за сборную Боливии
| #   | Дата            | Место                                       | Противник | Счёт | Результат | Соревнование                     |
| --- | --------------- | ------------------------------------------- | --------- | ---- | --------- | -------------------------------- |
| 01. | 3 марта 2019    | Эстадио Бисентенарио, Вилья Тунари, Боливия | Никарагуа | 1:2  | 2:2       | Товарищеский матч                |
| 02. | 10 октября 2021 | Эрнандо Силес, Ла-Пас, Боливия              | Перу      | 1:0  | 1:0       | Чемпионат мира 2022 квалификация |